# سفارت بریتانیا در بوداپست
سفارت بریتانیا در بوداپست (به مجاری: Embassy of the United Kingdom) یک منطقهٔ مسکونی و نمایندگی سیاسی این کشور در مجارستان است که در ناحیه ۲ بوداپست واقع شده‌است.